# Cibermedio

## Definición
El término cibermedio puede denotar varios significados relevantes a los medios de comunicación, pero coincide en el elemento primordial: el uso del ciberespacio y el tiempo. 
Por una parte, se puede entender por cibermedio al canal o medio electrónico por el cual es transmitida la información (un Podcast, el correo electrónico, la radio y televisión por Internet, entre otros). 
Javier Diaz Noci y Ramón Salaverría1, en su Manual de Redacción Ciberperiodística (2003) definen al cibermedio como una “especialidad del periodismo que emplea el ciberespacio para la investigación, la elaboración y, muy especialmente, la difusión de contenidos periodísticos” 
Algunos autores, como Gabriel Alejandro Elizondo Ramírez2, consideran al cibermedio como “el cuarto medio de comunicación”. En su artículo titulado El Norte y elnorte.com: una comparación evolutiva del medio impreso al medio digital” el autor menciona: 
“El cibermedio es el cuarto componente que se ha sumado a la clasificación de medio de comunicación (…) Las posibilidades que ofrece el ciberespacio ha permitido que este nuevo medio digitalice las cualidades de los medio tradicionales”

## Características del cibermedio
El cibermedio se distingue por tener las siguientes características o elementos:
1. Multimedialidad
2. Hipertextualidad
3. Actualización
4. Interactividad
Multimedialidad
Se define como la integración de diferentes medios en un el hipertexto3. 
Una de las grandes ventajas que tiene el cibermedio es que pone a disposición del usuario las diferentes aplicaciones tecnológicas en un solo medio. 
Hay ciertos aspectos que se deben tomar en cuenta para el uso de multimedia en los medios electrónicos: 
- Se debe adaptar al tipo de contenido
- Se debe tomar en cuenta al lector o usuario (Por ejemplo, de qué serviría utilizar todos los medios más nuevos, si la mayoría de la audiencia no la sabe utilizar)
- La información se debe adaptar según el medio utilizado (no se enviará igual el mensaje en una noticia electrónica que en una fotogalería) 
- Sólo se utilizarán los medios necesarios, y no reciclar la información cayendo en la redundancia. 
Hipertextualidad
“Técnicamente un hipertexto es un conjunto de nudos ligados por conexiones. Los nudos pueden ser palabras, imágenes, gráficos o partes de gráficos, secuencias sonoras, documentos completos que a vez pueden ser hipertextos... Funcionalmente, un hipertexto es un ambiente para la organización de conocimientos o de datos”4
Así, la hipertextualidad de un cibermedio consiste en los enlaces que llevan al usuario a más información relacionada con el tema. Por ejemplo, en el periódico digital, vienen resaltadas notas relacionadas con la que se está leyendo. De igual manera se enlazan gráficos animados, videos, fotografías, foros o cualquier otro medio que sirva para que el lector comprenda mejor la noticia. 
Interactividad
Una de las características más importantes del cibermedio es la interactividad y constituye una de las grandes ventajas sobre otros medios. 
Elizondo Ramírez2 menciona sobre la interactividad: 
“La interactividad debe acomodarse a la necesidad de respuesta o feedback de los contenidos del cibermedio y al nivel sociocultural y proactivo de su usuario pretendido. Permite al internauta personalizar la búsqueda de contenidos5 y confiere a las réplicas del usuario su justa relevancia en la configuración del relato informativo”
En los medios digitales los usuarios pueden enviar sus comentarios al editor (y conseguir una respuesta casi inmediata), por medio del correo electrónico, por medio de los foros (en los que se puede interactuar tanto con los editores del medio, como con celebridades), por medio de concursos y por muchas otras formas de interacción que varían según el medio. 
Actualización
La actualización de la información que se presenta en el cibermedio, en el caso del ciberperiodismo debe ser constante, pero adaptándose a la necesidad de contenidos del medio, así como a la necesidad de inmediatez de los usuarios o audiencia. 
La actualización, “combina presteza, continuidad y profundidad informativas, amplía y mejora contenidos –nunca los corrige- y no renuncia a la sedimentación del mensaje periodístico"6.